# Zosterops semiflavus
El anteojitos de la Marianne (Zosterops semiflavus) es una especie extinta de ave dentro de la familia Zosteropidae. Habitaba la Marianne, una isla dentro del archipiélago de las Seychelles. En los primeros debates científicos, Edward Newton la consideró una especie en sí, Zosterops semiflava, en 1867.

## Descripción
Poseía un tamaño de 10 cm, sus alas medían de 5,8 a 6,3 cm, la longitud de la cola era de 3,8 cm y su pico medía de 1,1 a 1,2 cm. Era color verde amarillento con laterales coloridos y un anillo blanco alrededor de cada ojo. La frente y la línea sobre sus ojos era amarilla. Su cabeza y nuca eran color verde oliva. Las alas y la cola eran negras y las partes inferiores eran amarillas claras. 

## Distribución y extinción
No se sabe nada sobre su ecología, aunque se conoce con certeza que habitaba la pequeña isla de granito de Marianne en Seychelles, a 6 km de La Digue. Los reportes de que habitaba en Praslin, La Digue, la Isla de Silhouette y Mahé no han podido ser confirmados. Debido a la destrucción de su hábitat y el desarrollo poco sustentable de la agricultura allí se extinguió alrededor de 1870 y 1900. Una expedición en 1940 dirigida por el zoólogo Leslie Desmond Foster Vesey-Fitzgerald fracasó. Hay un espécimen conservado en el Museo de Historia Natural de Londres.